# Деникина, Ксения Васильевна
Ксе́ния Васи́льевна Дени́кина (21 марта (2 апреля) 1892, Бела, Седлецкая губерния, Российская империя — 3 марта 1973, Париж, Франция) — жена Антона Ивановича Деникина, одного из лидеров Белого движения.
Мать Марины Антоновны Деникиной.

## Жизнь
Ксения родилась в 1892 году в семье податного инспектора Василия Ивановича Чижа. Другом семьи Василия Чижа был молодой офицер, будущий лидер Белого движения Антон Деникин, который был старше Ксении на 20 лет. Он присутствовал на крестинах маленькой Ксении Чиж, дарил ей детские подарки, потом следил за её прилежной учёбой в институте благородных девиц, а во время Первой мировой войны, в 1916 году, уже будучи генералом, сделал 24-летней девушке Ксении Чиж предложение.
Революционные события 1917 года отсрочили дату женитьбы. Ксения Чиж стала женой генерала Деникина только после его бегства на Дон из быховской тюрьмы перед началом развертывания сил Белого движения в начале Гражданской войны. Они поженились только в начале 1918 года.
Деникин мечтал «о сыне Ваньке», но 20 февраля 1919 года, в разгар Гражданской войны, у них с Ксенией родилась дочь, которую назвали Мариной.
Ксения Деникина после поражения Белой гвардии под Новороссийском весной 1920 года отправилась с Деникиным в эмиграцию, где разделила с ним долю эмигранта. В эмиграции она оказывала генералу помощь в написании «Очерков русской смуты», исторического труда по Гражданской войне. Семья в поисках постоянного жительства сменила несколько стран —Англию, Бельгию, Венгрию, и в середине 1920-х годов поселилась во Франции. После Второй мировой войны семья Деникиных перебралась в Америку.
После смерти Деникина в 1947 году Ксения переехала из США во Францию к дочери, где прожила до 1973 года.
Ксения Деникина была похоронена в Париже на кладбище в Сент-Женевьев-де-Буа, где её прах покоился до осени 2005 года.

## Перезахоронение в России
В октябре 2005 года под патронатом Президента России Владимира Путина состоялось перезахоронение останков генерала Антона Деникина и философа Ивана Ильина. Вместе с деятелями эмиграции были перезахоронены также их жены. Останки генерала Деникина были привезены в Париж, откуда вместе с останками Ксении Деникиной перевезены в Россию, где с почестями были перезахоронены 3 октября 2005 года в Москве в Донском монастыре.